# Sassofeltrio
Sassofeltrio est une commune italienne de la province de Rimini, dans la région Émilie-Romagne.
Le village fait partie du territoire historique du Montefeltro.
Le 25 mai 2021, le Sénat italien a approuvé définitivement la loi qui rattache les communes de Montecopiolo et Sassofeltrio à la province de Rimini, en Émilie-Romagne. 

## Administration
| Période                                  | Période | Identité | Étiquette | Qualité |
| ---------------------------------------- | ------- | -------- | --------- | ------- |
|                                          |         |          |           |         |
| Les données manquantes sont à compléter. |         |          |           |         |

### Communes limitrophes
Gemmano, Mercatino Conca, Monte Grimano, Montescudo, San Leo, Verucchio.

## Jumelages
- Caderzone Terme (Italie).